# Persone di nome Julie
| Questa pagina contiene informazioni ricavate automaticamente dalle voci biografiche con l'ausilio del template Bio e di un bot. L'aggiornamento è periodico e automatico e ricostruisce completamente la pagina. Se manca una persona in questa lista, sei pregato di non aggiungerla, ma accertati piuttosto che la sua voce biografica contenga il template Bio e che i dati anagrafici siano correttamente compilati. Se il template Bio manca, inseriscilo tu stesso o, in alternativa, metti l'avviso {{tmp\|Bio}} che ne segnala la mancanza. Se i dati riportati sono sbagliati, correggi direttamente la voce biografica; le modifiche saranno visibili in questa lista entro pochi giorni. Per chiarimenti vedi il progetto antroponimi. La lista contiene solo le 177 persone che sono citate nell'enciclopedia e per le quali è stato implementato correttamente il template Bio. Pagina aggiornata al 22 lug 2025. |

Questa è una lista di persone presenti nell'enciclopedia che hanno il nome Julie, suddivise per attività principale.

## Allenatrici di tennis(1)
- Julie Coin, allenatrice di tennis e ex tennista francese (Amiens, n. 1982)

## Alpiniste(1)
- Julie Tullis, alpinista e regista britannica (Surrey, n. 1939 - K2, † 1986)

## Arbitri di hockey su prato(1)
- Julie Ashton-Lucy, arbitro di hockey su prato australiana (n. 1965)

## Artiste(1)
- Julie Mehretu, artista etiope (Aroussi, n. 1970)

## Astronaute(1)
- Julie Payette, ex astronauta, politica e ingegnere canadese (Montréal, n. 1963)

## Astronome(1)
- Julie Vinter Hansen, astronoma danese (Copenaghen, n. 1890 - Mürren, † 1960)

## Attrici(39)
- Julie Andrews, attrice, cantante e scrittrice britannica (Walton-on-Thames, n. 1935)
- Julie Bennett, attrice televisiva e doppiatrice statunitense (Manhattan, n. 1932 - Los Angeles, † 2020)
- Julie Benz, attrice statunitense (Pittsburgh, n. 1972)
- Julie Berman, attrice statunitense (Los Angeles, n. 1983)
- Julie Bishop, attrice statunitense (Denver, n. 1914 - Mendocino, † 2001)
- Julie de Bona, attrice francese (Parigi, n. 1980)
- Julie Bowen, attrice statunitense (Baltimora, n. 1970)
- Julie Brown, attrice, cantante e sceneggiatrice statunitense (Van Nuys, n. 1958)
- Julie Caitlin Brown, attrice statunitense (San Francisco, n. 1961)
- Julie Carmen, attrice statunitense (New York, n. 1954)
- Julie Christie, attrice britannica (Chabua, n. 1940)
- Julie Claire, attrice statunitense (n. 1974)
- Julie Cobb, attrice statunitense (Los Angeles, n. 1947)
- Julie Condra, attrice statunitense (Ballinger, n. 1970)
- Julie Dawn Cole, attrice britannica (Guildford, n. 1957)
- Julie Delpy, attrice, regista e sceneggiatrice francese (Parigi, n. 1969)
- Julie Depardieu, attrice francese (Parigi, n. 1973)
- Julie Dreyfus, attrice francese (Parigi, n. 1966)
- Julie Ann Emery, attrice statunitense (Crossville, n. 1975)
- Julie Engelbrecht, attrice tedesca (Parigi, n. 1984)
- Julie Ferrier, attrice francese (Courbevoie, n. 1971)
- Julie Garfield, attrice statunitense (Los Angeles, n. 1946)
- Julie Gayet, attrice francese (Suresnes, n. 1972)
- Julie Gibson, attrice statunitense (Lewiston, n. 1913 - Los Angeles, † 2019)
- Julie Gregg, attrice statunitense (New York, n. 1937 - Van Nuys, † 2016)
- Julie Anne Haddock, attrice statunitense (Los Angeles, n. 1965)
- Julie Hagerty, attrice statunitense (Cincinnati, n. 1955)
- Julie Harris, attrice statunitense (Grosse Pointe Park, n. 1925 - West Chatham, † 2013)
- Julie Haydon, attrice statunitense (Oak Park, n. 1910 - La Crosse, † 1994)
- Julie Kavner, attrice e doppiatrice statunitense (Los Angeles, n. 1950)
- Julie Lampe, attrice norvegese (Bergen, n. 1870 - † 1948)
- Julie Legrand, attrice inglese (Pitlochry)
- Julie Manase, attrice giapponese (Tokyo, n. 1975)
- Julie McNiven, attrice statunitense (Amherst, n. 1980)
- Julie Newmar, attrice, ballerina e cantante statunitense (Los Angeles, n. 1933)
- Julie Piekarski, attrice statunitense (Saint Louis, n. 1963)
- Julie Sommars, attrice statunitense (Fremont, n. 1942)
- Julie Strain, attrice e modella statunitense (Concord, n. 1962 - † 2021)
- Julie White, attrice statunitense (San Diego, n. 1961)

## Attrici pornografiche(1)
- Julie Meadows, ex attrice pornografica statunitense (Texarkana, n. 1974)

## Avvocate(1)
- Julie Su, avvocata e politica statunitense (Madison, n. 1969)

## Biatlete(1)
- Julie Bonnevie-Svendsen, ex biatleta norvegese (n. 1987)

## Calciatrici(11)
- Julie Biesmans, calciatrice belga (Bilzen, n. 1994)
- Julie Blakstad, calciatrice norvegese (n. 2001)
- Julie Debever, ex calciatrice francese (Marcq-en-Barœul, n. 1988)
- Julie Dufour, calciatrice francese (Valenciennes, n. 2001)
- Julie Ertz, ex calciatrice statunitense (Phoenix, n. 1992)
- Julie Foudy, ex calciatrice statunitense (San Diego, n. 1971)
- Julie Marichaud, calciatrice francese (Viriat, n. 1997)
- Julie Nelson, calciatrice nordirlandese (n. 1985)
- Julie Nowak, calciatrice danese (Herlev, n. 1995)
- Julie Piga, calciatrice italiana (Lione, n. 1998)
- Julie Rabanne, calciatrice francese (Saint-Omer, n. 1989)

## Cantanti(14)
- Julie Bergan, cantante norvegese (Skien, n. 1994)
- Julie Budd, cantante e attrice statunitense (New York, n. 1954)
- Julie Covington, cantante e attrice britannica (Londra, n. 1947)
- Julie Dahle Aagård, cantante norvegese (Flatanger, n. 1978)
- Julie Driscoll, cantante britannica (Londra, n. 1947)
- Julie Fowlis, cantante scozzese (North Uist, n. 1979)
- Julie, cantante danese (Aarhus, n. 1979)
- Julie Maria, cantante danese (Copenaghen, n. 1981)
- Julie London, cantante e attrice statunitense (Santa Rosa, n. 1926 - Encino, † 2000)
- Julie Masse, cantante canadese (Longueuil, n. 1970)
- Julie Roberts, cantante statunitense (Sparta, n. 1979)
- Julie Rogers, cantante britannica (Bermondsey, n. 1943)
- Julie Wilson, cantante e attrice statunitense (Omaha, n. 1924 - New York, † 2015)
- Julie Zenatti, cantante francese (Parigi, n. 1981)

## Cantautrici(4)
- Rosalie Allen, cantautrice, musicista e conduttrice televisiva statunitense (Old Forge, n. 1924 - † 2003)
- Julie Doiron, cantautrice canadese (Moncton, n. 1972)
- Julie Felix, cantautrice e chitarrista statunitense (Santa Barbara, n. 1938 - Chorleywood, † 2020)
- Julie Anne San Jose, cantautrice e attrice filippina (Quezon City, n. 1994)

## Cavallerizze(1)
- Julie Brougham, cavallerizza neozelandese (Palmerston North, n. 1954 - † 2021)

## Cestiste(9)
- Julie Allemand, cestista belga (Liegi, n. 1996)
- Julie Gross, ex cestista australiana (Tatura, n. 1957)
- Julie Koukalová, ex cestista cecoslovacca (n. 1934)
- Julie McBride, ex cestista statunitense (Troy, n. 1982)
- Julie Nykiel, ex cestista australiana (Glenelg, n. 1958)
- Julie Ofsoski, ex cestista neozelandese (Wellington, n. 1973)
- Julie Page, ex cestista britannica (Manchester, n. 1983)
- Julie Vanloo, cestista belga (Ostenda, n. 1993)
- Julie Wojta, cestista statunitense (Francis Creek, n. 1989)

## Cicliste su strada(3)
- Julie De Wilde, ciclista su strada, ciclocrossista e pistard belga (Gand, n. 2002)
- Julie Leth, ex ciclista su strada e ex pistard danese (Aarhus, n. 1992)
- Julie Van De Velde, ciclista su strada belga (n. 1993)

## Conduttrici televisive(2)
- Julie Chen, conduttrice televisiva e produttrice televisiva statunitense (Queens, n. 1970)
- Julie Moran, conduttrice televisiva e attrice statunitense (Thomasville, n. 1962)

## Coreografe(1)
- Julie Anne Stanzak, coreografa, ballerina e insegnante tedesca (Charlotte, n. 1959)

## Dirigenti d'azienda(1)
- Julie Sweet, dirigente d'azienda e avvocata statunitense (Tustin, n. 1966)

## Filantrope(1)
- Julie Schwabe, filantropa e pedagogista tedesca (Brema, n. 1818 - Napoli, † 1896)

## Fondiste(1)
- Julie Myhre, fondista norvegese (n. 1996)

## Fotografe(1)
- Julie Laurberg, fotografa e regista danese (Grenaa, n. 1856 - Ordrup, † 1925)

## Ginnaste(1)
- Julie Schmitt, ginnasta tedesca (n. 1913 - † 2002)

## Giocatrici di curling(1)
- Julie Skinner, giocatrice di curling canadese (Calgary, n. 1968)

## Giornaliste(1)
- Julie Donaldson, giornalista, conduttrice televisiva e conduttrice radiofonica statunitense (Jacksonville, n. 1978)

## Hockeiste su ghiaccio(1)
- Julie Chu, hockeista su ghiaccio statunitense (Bridgeport, n. 1982)

## Illustratrici(1)
- Julie Bell, illustratrice, fotografa e pittrice statunitense (Beaumont, n. 1958)

## Modelle(4)
- Julie Hayek, modella e attrice statunitense (La Cañada Flintridge, n. 1960)
- Tawny Kitaen, modella e attrice statunitense (San Diego, n. 1961 - Newport Beach, † 2021)
- Julie Ordon, modella svizzera (Ginevra, n. 1984)
- Julie Taton, modella belga (Namur, n. 1984)

## Mountain biker(1)
- Julie Bresset, mountain biker francese (Saint-Brieuc, n. 1989)

## Nobildonne(1)
- Julie von Voss, nobildonna tedesca (Berlino, n. 1766 - Berlino, † 1789)

## Nobili(1)
- Julie d'Angennes, nobile francese (Parigi, n. 1607 - † 1671)

## Nuotatrici(4)
- Julie Cooper, ex nuotatrice statunitense
- Julie Howard, ex nuotatrice canadese (Brantford, n. 1976)
- Julie Hoyle, ex nuotatrice britannica (Sydney, n. 1938)
- Julie McDonald, ex nuotatrice australiana (n. 1970)

## Ostacoliste(1)
- Julie Baumann, ex ostacolista canadese (Saint-Jérôme, n. 1964)

## Pallanuotiste(1)
- Julie Swail, ex pallanuotista e ex triatleta statunitense (Anaheim, n. 1972)

## Pallavoliste(3)
- Julie Jášová, pallavolista ceca (České Budějovice, n. 1987)
- Julie Rubenstein, ex pallavolista statunitense (Santa Monica, n. 1987)
- Julie Vollertsen, ex pallavolista statunitense (Syracuse, n. 1959)

## Pattinatrici artistiche su ghiaccio(1)
- Julie Lynn Holmes, ex pattinatrice artistica su ghiaccio statunitense (n. 1951)

## Pattinatrici di velocità in-line(1)
- Julie Brandt-Glass, pattinatrice di velocità in-line statunitense (Grand Rapids, n. 1979)

## Pistard(1)
- Julie Michaux, pistard francese (Dunkerque, n. 2002)

## Pittrici(3)
- Julie Feurgard, pittrice francese (Neuilly-sur-Seine, n. 1859 - Parigi, † 1892)
- Julie Hagen-Schwarz, pittrice tedesca (Aksi, n. 1824 - Tartu, † 1902)
- Julie Umerle, pittrice britannica (Connecticut)

## Politiche(5)
- Julie Bishop, politica australiana (Lobethal, n. 1956)
- Julie Fedorchak, politica statunitense (Williston, n. 1968)
- Julie Gerberding, politica e medico statunitense (Estelline, n. 1955)
- Julie Girling, politica britannica (Londra, n. 1956)
- Julie Johnson, politica statunitense (Kansas City, n. 1966)

## Produttrici cinematografiche(2)
- Julie Dash, produttrice cinematografica statunitense (New York, n. 1952)
- Julie Plec, produttrice cinematografica, produttrice televisiva e sceneggiatrice statunitense (Los Angeles, n. 1972)

## Produttrici discografiche(1)
- Julie Greenwald, produttrice discografica statunitense (New York, n. 1970)

## Registe(5)
- Julie Bertuccelli, regista e sceneggiatrice francese (Boulogne-Billancourt, n. 1968)
- Julie Davis, regista, sceneggiatrice e attrice statunitense (n. 1969)
- Julie Lopes-Curval, regista e sceneggiatrice francese (n. 1972)
- Julie Anne Robinson, regista britannica (n. 1945)
- Julie Taymor, regista statunitense (Newton, n. 1952)

## Scenografe(1)
- Julie Berghoff, scenografa statunitense (n. 1970)

## Schermitrici(5)
- Julie Berengier, schermitrice francese (Parigi, n. 1980)
- Julie Cloutier, schermitrice canadese (Montréal, n. 1986)
- Julie Leprohon, schermitrice canadese (n. 1980)
- Julie Mahoney, schermitrice canadese (Montréal, n. 1978)
- Julie Smith, ex schermitrice statunitense (n. 1972)

## Sciatrici alpine(7)
- Julie Bordeau, ex sciatrice alpina francese (n. 1987)
- Julie Duvillard, ex sciatrice alpina e sciatrice freestyle francese (n. 1978)
- Julie Lunde Hansen, ex sciatrice alpina norvegese (n. 1972)
- Julie Klotz, ex sciatrice alpina canadese (n. 1969)
- Julie Langevin, ex sciatrice alpina canadese (n. 1980)
- Julie Flo Mohagen, ex sciatrice alpina norvegese (Oslo, n. 1996)
- Julie Parisien, ex sciatrice alpina statunitense (Montréal, n. 1971)

## Sciatrici nordiche(1)
- Julie Carraz-Collin, ex sciatrice nordica francese (n. 1980)

## Scrittrici(10)
- Julie Bondeli, scrittrice e socialite svizzera (Berna, n. 1732 - Neuchâtel, † 1778)
- Julie Burchill, scrittrice e giornalista inglese (Bristol, n. 1959)
- Julie Garwood, scrittrice statunitense (Kansas City, n. 1944 - Leawood, † 2023)
- Julie Kavanagh, scrittrice e giornalista sudafricana (Johannesburg, n. 1952)
- Julie Nixon Eisenhower, scrittrice statunitense (Washington, n. 1948)
- Julie Otsuka, scrittrice statunitense (Palo Alto, n. 1962)
- Julie Anne Peters, scrittrice statunitense (Jamestown, n. 1952 - Wheat Ridge, † 2023)
- Julia Quinn, scrittrice statunitense (Washington, n. 1970)
- Julie Powell, scrittrice e blogger statunitense (Austin, n. 1973 - Olive, † 2022)
- Julie Smith, scrittrice statunitense (Annapolis, n. 1944)

## Snowboarder(2)
- Julie Pomagalski, snowboarder francese (La Tronche, n. 1980 - Andermatt, † 2021)
- Julie Zogg, snowboarder svizzera (Walenstadt, n. 1992)

## Soprani(2)
- Julie Dorus-Gras, soprano belga (Valenciennes, n. 1805 - Parigi, † 1896)
- Julie Angélique Scio, soprano francese (Lilla, n. 1768 - Parigi, † 1807)

## Supercentenarie(1)
- Julie Winnefred Bertrand, supercentenaria canadese (Montréal, n. 1891 - Montréal, † 2007)

## Tenniste(9)
- Julie Anthony, ex tennista statunitense (n. 1948)
- Julie Belgraver, tennista francese (L'Aia, n. 2002)
- Julie Ditty, tennista statunitense (Atlanta, n. 1979 - Ashland, † 2021)
- Julie Halard-Decugis, ex tennista francese (Versailles, n. 1970)
- Julie Harrington, ex tennista statunitense (n. 1962)
- Julie Heldman, ex tennista statunitense (Berkeley, n. 1945)
- Julie Pullin, ex tennista britannica (Cuckfield, n. 1975)
- Julie Richardson, ex tennista neozelandese (Auckland, n. 1967)
- Julie Vlasto, tennista francese (Marsiglia, n. 1903 - Losanna, † 1985)

## Senza attività specificata(2)
- Julie Kent, ex ballerina e direttrice artistica statunitense (Bethesda, n. 1969)
- Julie Wohryzek, boema (Praga, n. 1891 - Auschwitz, † 1944)